# 桃園市國樂團
桃園市國樂團於2016年成立，2018年轉型附設於「財團法人桃園市文化基金會」，是專業的職業樂團，以「音樂城市」作為桃園市的文化特色品牌，以彈性務實的做法，讓音樂美學能夠飄揚在桃園各個角落，為桃園譜出華麗變身的序曲，並以文化大使之姿帶動城市外交傳達一座城市的風采、韻味、意象與自信，大步邁向國際舞台。

桃園市國樂團創團邁入第8年，演出足跡從桃園至臺北、臺中、臺南、高雄、北京、日本及新加坡等地，除了舉辦經典音樂會、融合跨界演出之外，並執行專輯製作出版，於2018年出版首張專輯「繁花盛開」，陸續逐年出版「滙流」、「一個簫郎」、「桃園四季」、「絲竹雅韻」、「世外桃園」、「鄧雨賢的春冬秋夏」、「財式浪漫-等待春天的風」、「行雲流水」蘇文慶創作專輯，共累計九張作品，國樂經典作品跨足大師系列及委託創作系列。

桃市國自創團以來致力於紀錄當代聲響，出版的專輯紛紛獲得肯定，連年入圍傳藝金曲獎，更在2021年以「絲竹雅韻」榮獲第32屆傳藝金曲獎「最佳傳統音樂專輯獎」。

## 外部連結
- 桃園市國樂團官方網頁 （页面存档备份，存于）